# Driencourt
Driencourt is een gemeente in het Franse departement Somme (regio Hauts-de-France) en telt 85 inwoners (2009). De plaats maakt deel uit van het arrondissement Péronne.

## Geografie
De oppervlakte van Driencourt bedraagt 4,9 km², de bevolkingsdichtheid is dus 17,3 inwoners per km².
De onderstaande kaart toont de ligging van Driencourt met de belangrijkste infrastructuur en aangrenzende gemeenten.

## Demografie
Onderstaande figuur toont het verloop van het inwonertal (bron: INSEE-tellingen).